# 아도라
아도라(1997년 9월 25일~)는 대한민국의 가수 겸 작곡가이고 2021년 11월 5일 아우라 엔터테인먼트 하에서 VIVIZ의 은하를 피처링한 디지털 싱글 "Make U Dance"와 함께 솔로이스트로 데뷔했다. 2022년 데뷔 EP Adorable Rebirth를 발매했다.

## 방송
- 싱인더그린 (2022) - 진행
- 아티스탁 게임 (2022) - Top20(11위)

## 음반
- Dingo X ADORA (2021)
- 어린이름 (The Little Name) (2022)
- Trouble? TRAVEL! (2022)
- 싱인더그린 Part 1 (2022)
- 싱인더그린 Part 4 (2022)
- Adorable REbirth (2022)
- 싱인더그린 Part 6 (2022)

## 공연
- 싱인더그린 가든 콘서트 (2022)